# تنبؤ وجداني

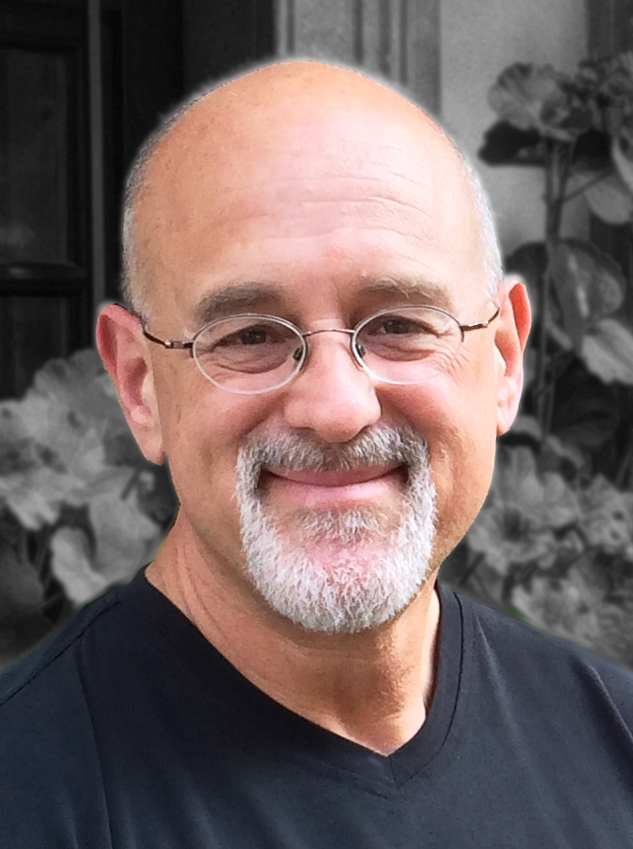

التنبؤ الوجداني (بالإنجليزية: Affective forecasting)‏ (يُعرف أيضًا باسم التنبؤ المُتعي، أو آلية التنبؤ المُتعي)، وهو التنبؤ بوجدان المرء (حالته العاطفية) في المستقبل. تؤثر هذه العملية على التفضيلات والقرارات والسلوك وتنطوي على مجال واسع من التطبيقات، لذا يدرس التنبؤ الوجداني كل من علماء النفس وعلماء الاقتصاد.

## نبذة تاريخية
بدأ كل من كانمان وسنيل بحوثهما حول التوقعات المُتعية في أوائل تسعينيات القرن العشرين، إذ درسا تأثيرها على عملية اتخاذ القرار. صاغ عالمي النفس تيموثي ويلسون ودانييل غيلبرت مصطلح «التنبؤ الوجداني». ركزت الأبحاث الأولى على قياس التوقعات العاطفية وحسب، بينما شددت الدراسات اللاحقة على فحص دقة هذه التوقعات، فكشفت عن الحقيقة المفاجئة المتمثلة في أن الأشخاص يحكمون خطًا على حالاتهم العاطفية المستقبلية. على سبيل المثال، يبالغ الأشخاص في تقدير مشاعرهم الإيجابية المستقبلية عندما يتعلق الأمر في التنبؤ بكيفية تأثير بعض الأحداث -كالفوز باليانصيب مثلًا- على سعادتهم، ويتجاهلون بذلك العوامل العديدة الأخرى التي قد تساهم في حالتهم العاطفية خارج نطاق حدث الفوز باليانصيب. تنطوي الانحيازات المعرفية المتعلقة بالأخطاء المنهجية في التوقعات الوجدانية على الارتساء، وفجوة التقمص الوجداني، وانحياز التأثير.

## تطبيقاته
لطالما جذب التنبؤ الوجداني قدرًا كبيرًا من الاهتمام ولا سيما في أوساط علماء الاقتصاد وعلماء النفس، إذ جذبت النتائج التي توصل إليها هؤلاء العلماء بدورها انتباهًا لمجموعة متنوعة من المجالات الأخرى، بما في ذلك الأبحاث المتعلقة بالسعادة، والقانون، والرعاية الصحية. يُعتبر تأثير التنبؤ الوجداني على كل من عملية اتخاذ القرار والرفاهية مصدر قلق بالنسبة لواضعي السياسات والمحللين في تلك المجالات. لا تقتصر تطبيقات التنبؤ الوجداني على تلك المجالات وحسب بل تشتمل على الأخلاقيات أيضًا. على سبيل المثال، يسفر ميلنا إلى التقليل من شأن قدراتنا على التكيف مع الأحداث المتغيرة في الحياة إلى تشكيك المنظرين القانونيين في الافتراضات الكامنة خلف مفهوم التعويض عن الضرر. أضاف الاقتصاديون السلوكيون التفاوتات بين التوقعات والنتائج العاطفية الفعلية إلى نماذجهم المتعلقة بأنواع متعددة من المنفعة والرفاهية. يهتم محللي الرعاية الصحية بهذه التفاوتات أيضًا، إذ تعتمد العديد من القرارات الصحية الهامة على تصورات المرضى إزاء جودة حياتهم في المستقبل.

## نبذة عامة
يُمكن تقسيم التنبؤ الوجداني إلى أربع عناصر: تنبؤات بخصوص التكافؤ العاطفي (الإيجابي أو السلبي)، والمشاعر المحددة المُختبرة، ومدتها، وشدتها. قد تقع بعض الأخطاء في جميع العناصر الأربعة، لكن تشير الأغلبية الساحقة من الأبحاث إلى اعتبار المدة والشدة أكثر مجالين عرضةً للانحياز، وعادةً ما يتجسد هذا الانحياز في صورة المبالغة في التقدير. يُعد الإهمال المناعي شكلًا من أشكال انحياز التأثير الذي ينشأ استجابةً للأحداث السلبية، إذ ينطوي على فشل الناس في التنبؤ بمدى تسريع جهاز المناعة لديهم لمهمة التعافي. يتسم الأشخاص -في المتوسط- بدقتهم المقبولة في توقع مشاعرهم التي سيختبرونها استجابةً للأحداث المستقبلية. وفي المقابل، تشير بعض الدراسات إلى ارتباط التنبؤ بمشاعر معينة استجابةً للأحداث الاجتماعية الأكثر تعقيدًا بقدر عال من عدم الدقة. وجدت إحدى الدراسات مثلًا أن النساء يتنبأن بشعورهن بالغضب عند التخيل بأنهن قد تعرضن للتحرش الجنسي، بينما تتنبأ نسبة عالية جدًا من النساء بشعورهن بالخوف. تبين بعض الأبحاث الأخرى الدقة العالية فيما يتعلق بالتنبؤ الوجداني الإيجابي مقارنةً بالسلبي، أي أن الناس غالبًا ما يبالغون في ردود أفعالهم إزاء الأحداث السلبية المتصورة. يفترض كل من غيلبرت وويلسون أن نظام المناعة النفسية خاصتنا هو السبب في ذلك.
يدرس الباحثون النتائج المستقبلية للتوقعات الوجدانية على الرغم من حدوثها في الوقت الحاضر، إذ يحلل الباحثون التنبؤ باعتباره عمليةً مكونةً من خطوتين، وهما التنبؤ الحالي والحدث المستقبلي. يتيح تحليل المرحلة الحالية والمرحلة المستقبلية قياس الدقة، فضلًا عن السماح باستخلاص كيفية وقوع الأخطاء. يصنف كل من غيلبرت وويلسون الأخطاء وفقًا للعنصر الذي تؤثر فيه من جهة والفترة الزمنية لوقوع الخطأ خلال عملية التنبؤ من جهة أخرى. يستذكر المتنبئون في المرحلة الحالية من التنبؤ الوجداني تمثيلًا عقليًا للحدث المستقبلي، وبذلك يتوقعون كيفية استجابتهم له على الصعيد العاطفي. تشتمل المرحلة المستقبلية على الاستجابة العاطفية الأولية لبداية الحدث، فضلًا عن النتائج العاطفية اللاحقة كتلاشي الشعور الأولي مثلًا.
يصبح الأشخاص عرضةً للوقوع في فخ الانحيازات عند تغلغل الأخطاء ضمن عملية التنبؤ. تعرقل هذه الانحيازات عملية تنبؤ الأشخاص بمشاعرهم الدقيقة المستقبلية. قد تنجم الأخطاء عن عوامل خارجية مثل تأثيرات التأطير، أو عوامل جوهرية مثل الانحيازات المعرفية أو تأثيرات التوقع. يدرس الباحثون كيفية تأثير الوقت على التنبؤ الوجداني، وذلك بالاستناد إلى قياس الدقة على أنها التفاوت بين التنبؤ الحالي للشخص والنتيجة النهائية. على سبيل المثال، أظهرت نظرية المستوى التفسيري أن الأشخاص يميلون إلى تمثيل الأحداث البعيدة بصورة مختلفة عن الأحداث القريبة.
أُدرجت الفكرة المتمثلة بكون الأشخاص متنبئين وجدانيين غير دقيقين عمومًا في المفاهيم المرتبطة بالسعادة والسعي الناجح إليها، فضلًا عن إدراجها في مفهوم اتخاذ القرار في العديد من التخصصات. أثارت النتائج في مجال التنبؤ الوجداني مناقشات فلسفية وأخلاقية، كالنقاش حول تعريف الرفاهية مثلًا. أغنت هذه النتائج أيضًا العديد من النهج المختلفة على المستوى التطبيقي ولا سيما سياسات الرعاية الصحية، وقانون الضرر، وعمليات اتخاذ القرار لدى المستهلكين، وقياس المنفعة.
تشير الأدلة الحديثة المتضاربة إلى إمكانية كون الانحياز في التنبؤ الوجداني أقل شدةً مما أظهرته الأبحاث السابقة. جمعت خمس دراسات -بما في ذلك تحليل تلوي- أدلةً تشير إلى كون منهجية البحوث السابقة سببًا في المبالغة في التقدير ضمن سياق التنبؤ الوجداني. بيّنت نتائج هذه الدراسات أن بعض المشاركين قد أساءوا تفسير بعض الأسئلة الموجودة في اختبار التنبؤ الوجداني. وجدت إحدى الدراسات مثلًا مبالغةً في تقدير الطلاب الجامعيين لمستويات سعادتهم عندما سئُلوا عن شعورهم بشكل عام -مع الإشارة إلى الانتخابات أو دونها- مقارنةً بتقديرهم لشعورهم عندما سُئلوا عنه مع الإشارة المباشرة إلى الانتخابات. أشارت النتائج إلى أن 75%-81% من المشاركين قد أساءوا تفسير الأسئلة العامة المطروحة عليهم. أصبح المشاركون أكثر قدرة على التنبؤ الدقيق بشدة مشاعرهم بعد توضيح المهام لهم.